# わが胸に歌は消えず
『わが胸に歌は消えず』は、1962年10月5日に ビクターより発売された橋幸夫の28枚目のシングルである（VS-810）。

## 概要
- 作詞は佐伯孝夫、作曲は吉田正で、橋の両恩師による楽曲である。
- 橋の楽曲の中で『おけさ唄えば』や『木曽ぶし三度笠』では、曲の途中に「佐渡おけさ」「木曽節」の民謡が挿入されているが、本楽曲には、唱歌「故郷（ふるさと）」（高野辰之作詞・岡野貞一作曲）の１番が、楽曲の1番と2番の間に、そのまま取り入れられている。
- 佐伯の作詞の1番の歌詞が、少年時代のふる里の情景を思い出して唄っているため、それに続いて「ウサギ追いしかの山　小ぶな釣りしかの川　夢は今もめぐりて　忘れがたき故郷」と「故郷（ふるさと）」の1番が歌唱されている。
- 橋の楽曲のなかで、故郷を唄ったものとしては、「故郷の花はいつでも紅い」（『わが生涯は火の如く』61年5月のc/w曲）、「故郷の灯は消えず」（『東京の美少年』61年10月のc/w曲）についで3曲目であるが、従来B面で吹き込まれていた故郷関連の歌が、今回はじめてA面曲となっている。
- 楽曲制作のきっかけは、橋の母が唱歌「故郷」が大好きで、このような曲を歌唱して欲しいとの要望に、佐伯や吉田が応えて作品を仕上げたとされている[2]。
- c/w曲の『雲が呼んでいる』も佐伯、吉田の制作による楽曲で、NHKテレビドラマ「雲が呼んでいる」の主題歌（後述）。ジャケットにもその旨の記載がある。

## 収録曲
1. わが胸に歌は消えず
作詞：佐伯孝夫、作・編曲：吉田正
2. 雲が呼んでいる
作詞：佐伯孝夫、作・編曲：吉田正

## 収録アルバム
- LP盤のみで近年のCD盤への収録はない
  - LP『橋幸夫傑作集第6集』（1963年、LV-301）
  - LP『橋幸夫ヒットソング集第2集』（1963年、SLV37）
- CD-BOXでの収録は以下のとおり。
  - 『橋幸夫大全集』1993/9　Disc2
  - 『橋幸夫ベスト100+カラオケ15』2015/10　Disc4

## テレビドラマ「雲がよんでいる」
- NHKで制作されたドラマで、昭和37年の終戦記念日（8月15日）に放映された（20時から21時）。
- 橋の役は、ヘリコプターの操縦士にあこがれる若い整備士、その主人公がほのかな恋心を抱いている役に梓みちよ。第4回と第5回のレコード大賞受賞者の共演となっている。橋と梓の共演は本作のみである。
- 橋は「ヘリコプターの乗り心地はすこぶる爽快、歌もドラマも楽しい想い出」と回想している[2]。